# Семендяева, Нина Вячеславовна
Нина Вячеславовна Семендяева (1942—2023) — советский и российский учёный почвовед-эколог, специалист по исследованию солонцов, доктор сельскохозяйственных наук, профессор, заслуженный деятель науки Российской Федерации (1996).

## Биография
Родилась 13 июля 1942 года в селе Сунтар Якутской АССР.
С 1959 по 1964 год обучалась на факультете почвоведения и агрохимии Харьковского сельскохозяйственного института имени В. В. Докучаева, который окончила с отличием.
С 1964 по 1980 год находилась на исследовательской работе в Северо-Казахстанской землеустроительной экспедиции в качестве инженера-почвоведа и старшего инженера-почвоведа. Одновременно с 1968 по 1971 год обучалась в аспирантуре по кафедре почвоведения Омского ордена Ленина сельскохозяйственного института имени С. М. Кирова под руководством профессора К. П. Горшенина. С 1971 по 1974 год на научно-исследовательской работе в этом институте в качестве младшего и старшего научного сотрудника лаборатории солонцов кафедры почвоведения.
С 1974 по 1976 год на исследовательской работе в Омской областной агрохимической лаборатории в качестве руководителя отдела радиологии и токсикологии, занималась исследованиями по солонцам. С 1976 по 1979 год на научно-исследовательской работе в Сибирском НИИ кормов в составе ВАСХНИЛ в качестве старшего научного сотрудника Лаборатории мелиорации солонцовых земель. С 1979  года на научно-исследовательской работе в Сибирском НИИ земледелия и химизации сельского хозяйства в качестве руководителя  Лаборатории химической мелиорации почв, с 1995 года — ведущий и главный научный сотрудник Лаборатории рационального землепользования обработки почвы этого института и с 1996 года —  главный научный сотрудник СибНИПТИЖ СФНЦА РАН.
С 1995 года одновременно с научной занималась и педагогической работой в Новосибирском государственном аграрном университете в качестве профессора по кафедре почвоведения и агрохимии, читала курсы лекций по вопросам регионального исследования почвенного покрова и почвоведения с основами геологии.

### Научно-педагогическая деятельность и вклад в науку
Основная научно-педагогическая деятельность Н. В. Семендяевой была связана с вопросами в области  почвоведения и  экологии. Н. В. Семендяева занималась исследованиями в области исследования солонцов, генезиса, мелиорации и системы земледелия на засоленных почвах, занималась изучением антропогенно-изменённых почв. Н. В. Семендяева являлась членом Специализированных советов по защите диссертаций в Институте почвоведения и агрохимии СО РАН и в Новосибирском государственном аграрном университете.
В 1971 году защитила диссертацию на соискание учёной степени кандидат сельскохозяйственных наук: «Некоторые особенности природы мало- и многонатриевых солонцов Омской области», в 1985 году — доктор сельскохозяйственных наук: «Солонцы лесостепной зоны Западной Сибири и их мелиорация: на примере Омской и Новосибирской областей». В 1994 году ей присвоено учёное звание профессор. Н. В. Семендяевой было написано более двухсот пятидесяти научных трудов, в том числе шести монографий. Под её руководством было подготовлено два доктора и пятнадцать кандидатов наук.

## Основные труды
- Некоторые особенности природы мало- и многонатриевых солонцов Омской области. - Омск, 1971. — 232 с.
- Солонцы лесостепной зоны Западной Сибири и их мелиорация: на примере Омской и Новосибирской областей. - Новосибирск, 1984. — 419 с.
- Свойства солонцов Западной Сибири и теоретические основы химической мелиорации / Н.В. Семендяева; Под ред. А.Н. Власенко; М-во сел. хоз-ва РФ. Новосиб. гос. аграр. ун-т, Рос. акад. с.-х. наук. Сиб. отд-ние. Сиб. науч.-исслед. ин-т земледелия и химизации сел. хоз- ва. - Новосибирск, 2002. — 157 с. — ISBN 5-94477-021-X[4]

## Награды, звания
- Медаль «Ветеран труда»
- Заслуженный деятель науки Российской Федерации (1996)[5]